# Anand Panyarachun
Đây là tên người Thái Lan. Panyarachun là tên riêng; {{{2}}} là họ.
Anand Panyarachun (sinh ngày 9 tháng 8 năm 1932) là Thủ tướng Thái Lan hai lần giữa giai đoạn 1991-1992 và một lần nữa và năm 1992. Ông có công khởi xướng các cải cách kinh tế và dân chủ Thái Lan, trong đó có việc soạn thảo hiến pháp hiện nay của Thái Lan. Anand đã nhận một giải thưởng Ramon Magsaysay vì công lao phục vụ chính phủ của ông vào năm 1997. Hiện nay ông là hội viên Câu lạc bộ Madrid.

## Giáo dục và sự nghiệp kinh doanh, công chức
Là con trai út trong gia đình 12 đứa con trong một gia đình Hokkien gia đình Hoa-Môn, Anand đã học Cao đẳng Dulwich và sau đó học tại Trinity College, Cambridge, tốt nghiệp hạng ưu năm 1955.
Sau 23 năm làm việc cho ngành ngoại giao Thái Lan, Anand nghỉ hưu và tham gia vào các công ty tư. Ông trở thành phó chủ tịch của Nhóm Saha-Union vào năm 1979 và Chủ tịch Hội đồng quản lý vào năm 1991. Từ 1984 cho đến nay (2006), ông cũng là giám đốc của nhà băng Siam Commercial Bank.